# 734
Năm 734 trong lịch Julius.